# Mødrehjælpen (dokumentarfilm)
|  | Denne artikel er oprettet af botten Steenthbot ud fra en ekstern database. Den kan derfor have sproglige fejl eller mangler. Denne skabelon kan fjernes efter kontrol af indholdet. |

Mødrehjælpen er en dansk dokumentarfilm fra 1942 instrueret af Carl Th. Dreyer efter eget manuskript.

## Handling
Filmen fremstiller Mødrehjælpen som organisation og dens funktion i forhold til at hjælpe og beskytte mødre. Man følger en ugift mor fra hendes første besøg hos Mødrehjælpen, til hun igen har fået arbejde og kan forsørge sit barn.

## Medvirkende
- Hjørdis Jacobsen, Erna, en ung mor